# Recuva
Recuva je nástroj pro obnovu smazaných dat. Dokáže obnovit soubory, které byly „permanentně“ smazány a operačním systémem označeny jako volné místo; pokud ovšem nebyly později přepsány jinými daty. Program umí také obnovit data odstraněná z USB flash disků, paměťových karet či MP3 přehrávačů. Je vyvíjen společností Piriform pro systémy Microsoft Windows. Podporuje NTFS i FAT32.

## Vlastnosti
Po spuštění aplikace se zobrazí jednoduchý průvodce, kde lze vybrat typ souboru a místo, ze kterého byl soubor smazán. Pokud soubor nebyl nalezen při předchozím hledání, existuje možnost povolit hloubkové hledání, které však zabere více času. Poté program vypíše seznam souborů, které byly na disku nalezeny. Pokud je soubor označen červenou barvou, je příliš poškozen a nelze jej obnovit. Vybrané soubory lze uložit do určité složky nebo bezpečně vymazat (soubor se kompletně přepíše a už jej nebude možné nijak obnovit). Pro zkušenější uživatele je možné program přepnout do pokročilého režimu.

## Zobrazit také
- CCleaner – Optimalizace systému a čištění registrů
- Defraggler – Pokročilá defragmentace disku
- Speccy – Rozšířené informace o systému